# Laboulbeniales
Ordre
Les Laboulbeniales sont un ordre de champignons ascomycètes.

## Liste des familles
Selon MycoBank (2 août 2017), BioLib (2 août 2017), Catalogue of Life (2 août 2017) et ITIS (2 août 2017) :
- famille des Ceratomycetaceae S. Colla, 1934
- famille des Euceratomycetaceae I.I. Tav., 1980
- famille des Herpomycetaceae I.I. Tav., 1981
- famille des Laboulbeniaceae G. Winter, 1886